# Rivière Cataraqui
La rivière Cataraqui (kætərɒkweɪ) forme la partie inférieure du canal Rideau et se déverse dans le lac Ontario, à Kingston, en Ontario. On nomme aussi cette partie  la Grande Rivière Cataraqui pour la distinguer du ruisseau  à 4,5 km à l'ouest. La rivière Cataraqui a été largement modifiée lors de la construction du canal.
La rivière à aussi porté le nom de « rivière de Frontenac ».

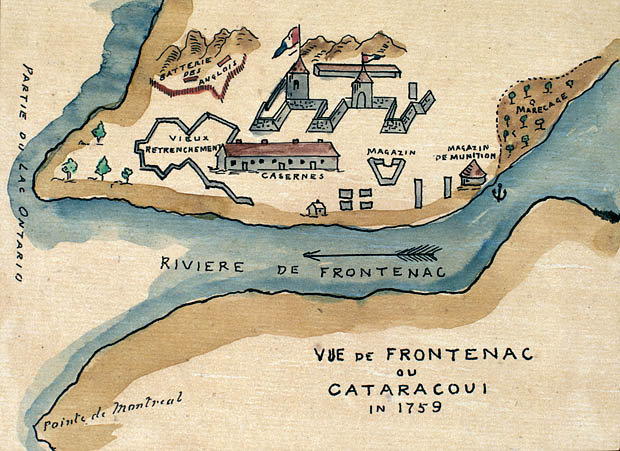
Le Fort Frontenac en 1759